# При Церкві-Струге
При Церкві-Струге (словен. Pri Cerkvi-Struge) — поселення в общині Добреполє, Осреднєсловенський регіон, Словенія. 
Висота над рівнем моря: 421,2 м.